# Marcus Ljungqvist
Marcus Ljungqvist (Falun, 26 d'octubre de 1974) és un ciclista suec, professional des del 1998 al 2009. Una vegada retirat va exercir de director esportiu al Team Sky del 2010 al 2013. Tres vegades campió nacional de ciclisme en ruta, el 2002 va guanyar la Volta a Luxemburg. Va participar en els Jocs Olímpics d'Estiu de 2004 i 2008.

## Palmarès
- 1996
  -  Campió de Suècia en ruta
- 1998
  - Vencedor d'una etapa de la Volta al Japó
- 1999
  - Vencedor d'una etapa del Tour de Langkawi
- 2001
  -  Campió de Suècia en ruta
  - Vencedor d'una etapa del Tour de Normandia
  - Vencedor d'una etapa de la Volta a Rodes
  - Vencedor d'una etapa de la Rheinland-Pfalz Rundfahrt
- 2002
  - 1r a la París-Camembert
  - 1r a la Volta a Luxemburg i vencedor d'una etapa
  - 1r a la Route Adélie
- 2004
  - 1r a la Scandinavian Open Road Race
- 2006
  - Vencedor d'una etapa de la París-Corrèze
- 2009
  -  Campió de Suècia en ruta

### Resultats al Tour de França
- 1999. 131è de la classificació general
- 2004. 132è de la classificació general
- 2005. 125è de la classificació general

### Resultats a la Volta a Espanya
- 2005. 113è de la classificació general
- 2006. 53è de la classificació general
- 2007. 43è de la classificació general

### Resultats al Giro d'Itàlia
- 2004. 63è de la classificació general